# Little Tobago

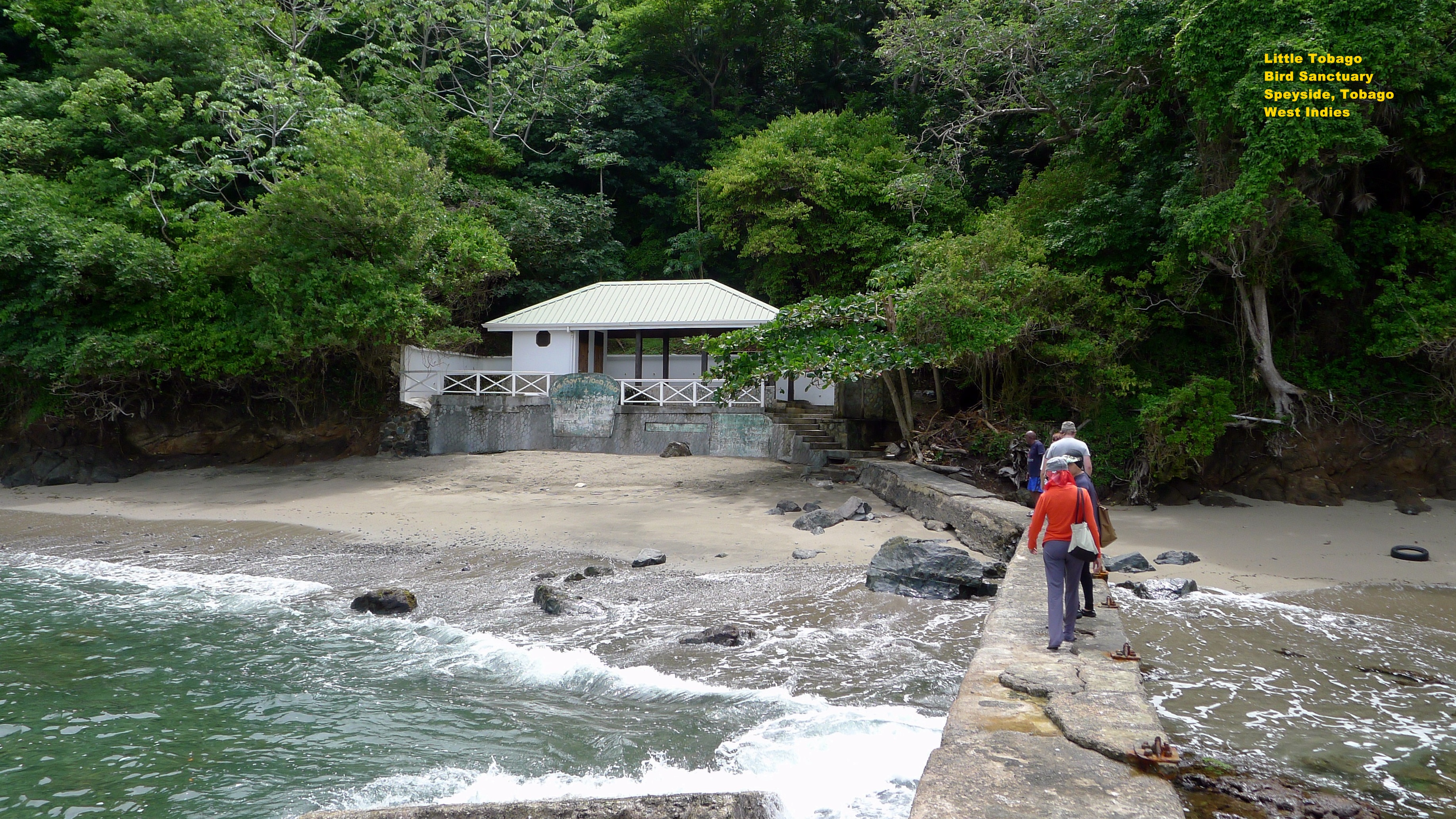
Little Tobago

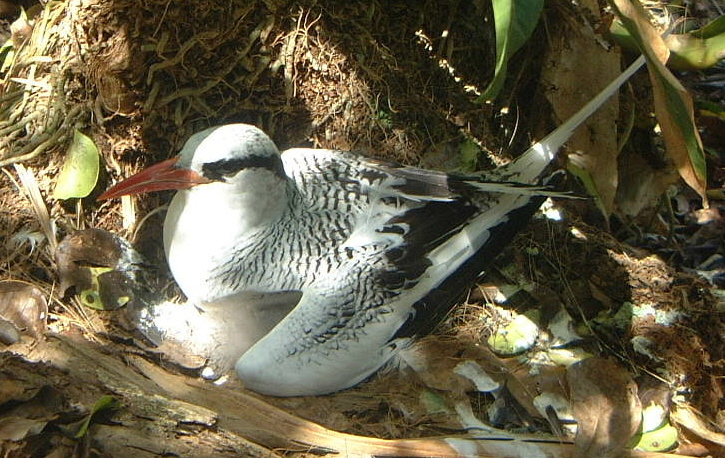
Nido di phaethon aethereus su Little Tobago.

Little Tobago (o Bird of Paradise Island) è una piccola isola al largo della costa nord-orientale di Tobago e parte di Trinidad e Tobago.
L'isola sostiene la foresta secca. È un importante sito di riproduzione per uccelli marini come il Phaethon aethereus, puffinus lherminieri e sula leucogaster. Qui nidificano anche alcune coppie di phaethon lepturus dalla coda bianca.
Little Tobago è anche un sito da cui vedere gli uccelli che si riproducono sulle piccole isole vicine.
Alcune specie di rettili sono state registrate su Little Tobago. Tra questi ci sono iguane iguana, e serpenti come leptophis coeruleodorsus.
Il mare tra Tobago e Little Tobago è poco profondo, e le barche con il fondo di vetro permettono di vedere i coralli attraenti e i pesci tropicali dai colori vivaci. È una zona popolare per lo snorkeling e le immersioni, in particolare su Angel Reef di fronte a Goat Island.

## Storia

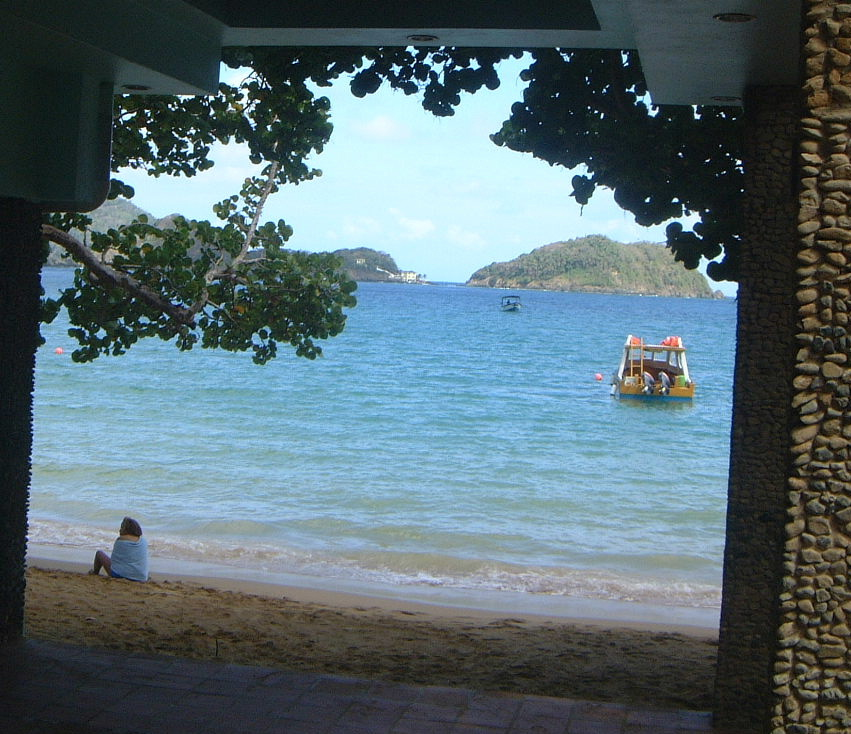
Vista di Little Tobago da Blue Waters Inn, a Speyside, sull'isola di Tobago, con Goat Island sulla destra.

Nel 1908 il politico e uomo d'affari britannico Sir William Ingram acquistò Little Tobago per trasformarlo in un santuario degli uccelli. L'anno successivo introdusse il più grande uccello del paradiso (Paradisaea apoda) nell'isola nel tentativo di salvare le specie dalla caccia al commercio di pennacchi nella nativa Nuova Guinea. Il piumaggio dell'uccello era particolarmente di moda nei cappelli da donna. Quarantasette uccelli giovani sono stati debitamente introdotti sull'isola, essendo stati trasportati su un transatlantico tedesco. Ingram assunse debitamente un marinaio svizzero di mezza età di nome Roberts per gestire il santuario. Roberts inviava aggiornamenti ogni poche settimane, compresi schizzi degli uccelli e delle filastrocche descrittive. Roberts, tuttavia, morì non molto tempo dopo quando cadde in mare mentre era ubriaco, scadendo poco dopo nella sua cabina sull'isola.
Dopo la morte di Ingram nel 1924, i suoi eredi trasferirono l'isola al governo di Trinidad e Tobago come santuario della fauna selvatica. Gli uccelli sopravvissero sull'isola fino almeno al 1958 quando furono fotografati da un'equipe del National Geographic. Non ci sono dati affidabili dopo il 1963 quando l'uragano Flora colpì l'isola e si presume che la popolazione sia stata estinta.